# Gert-Jan Booy
Gert-Jan Booy (Amersfoort, 17 december 1967) is een Nederlands film- en televisieregisseur. Hij regisseert vooral films en series in de genres mystery, fantasy en thriller, en in het verleden ook soaps.

## Biografie
Booy bracht zijn kindertijd en jeugdjaren door in Heerenveen. Na het behalen van zijn vwo-diploma aan de Rijks Scholen Gemeenschap verhuisde hij naar Amstelveen om te studeren in Amsterdam. Hier ontstonden levenslange vriendschappen, waaronder met Johan Nijenhuis (filmregisseur en -producent) en Peter Verzendaal (fotograaf en cameraman). In 1991 studeerde Booy af aan de Nederlandse Film en Televisie Academie. Na vijftien jaar bij Endemol aan soaps te hebben gewerkt, maakte hij de overstap naar het Belgische productiehuis Studio 100 om programma's in andere genres te kunnen maken. Tot 2023 was hij regisseur en scenario-adviseur bij verschillende jeugdseries, waaronder Galaxy Park, Ghost Rockers, Nachtwacht en GameKeepers. Ook creëerde en regisseerde hij een vijftal Vlaamse bioscoopfilms.
In 2019 verhuisde Booy naar Eindhoven, waar hij sinds 2023 werkzaam is bij het Belgische productiehuis Heartmade Media.

## Filmografie

### Televisieseries
| Periode   | Televisieserie                  | Rol                             |
| --------- | ------------------------------- | ------------------------------- |
| 1993-1995 | Goede tijden, slechte tijden    | Opnameleider                    |
| 1995-2000 | Goede tijden, slechte tijden    | Regisseur                       |
| 2000-2007 | Onderweg naar Morgen            | Regisseur                       |
| 2007-2010 | Goede tijden, slechte tijden    | Regisseur, uitvoerend producent |
| 2007-2010 | Onderweg naar morgen            | Regisseur, uitvoerend producent |
| 2010-2011 | Het Huis Anubis                 | Regisseur                       |
| 2010-2011 | De vijf van het magische zwaard | Regisseur                       |
| 2011-2013 | Galaxy Park                     | Regisseur                       |
| 2013-2017 | Ghost Rockers                   | Regisseur                       |
| 2015-2022 | Nachtwacht                      | Regisseur, scenarist            |
| 2017      | Hotel 13                        | Regisseur                       |
| 2017      | De Spa                          | Regisseur, scenarist            |
| 2018-2020 | Campus 12                       | Regisseur                       |
| 2020-2023 | GameKeepers                     | Regisseur, scenarist            |
| 2023-2024 | Milo                            | Regisseur                       |

### Films
| Periode | Film                                | Rol                  |
| ------- | ----------------------------------- | -------------------- |
| 2012    | Plop wordt Kabouterkoning           | Regisseur            |
| 2017    | Ghost Rockers - Voor altijd?        | Regisseur            |
| 2018    | Nachtwacht: De poort der zielen     | Regisseur, scenarist |
| 2019    | Nachtwacht: Het duistere hart       | Regisseur, scenarist |
| 2020    | Nachtwacht: De dag van de bloedmaan | Regisseur, scenarist |

## Prijzen en onderscheidingen
Voor Ghost Rockers - Voor altijd? ontving hij in 2017 een Ensor in de categorie beste jeugdfilm.